# Kanton Marseille-Verduron
Der Kanton Marseille-Verduron war von 1973 bis 2015 ein französischer Wahlkreis im Arrondissement Marseille, im Département Bouches-du-Rhône und in der Region Provence-Alpes-Côte d’Azur. Die landesweiten Änderungen in der Zusammensetzung der Kantone brachten im März 2015 seine Auflösung.
Er umfasste das 16. Arrondissement und Teile des 15. Arrondissements von Marseille mit den Stadtteilen:

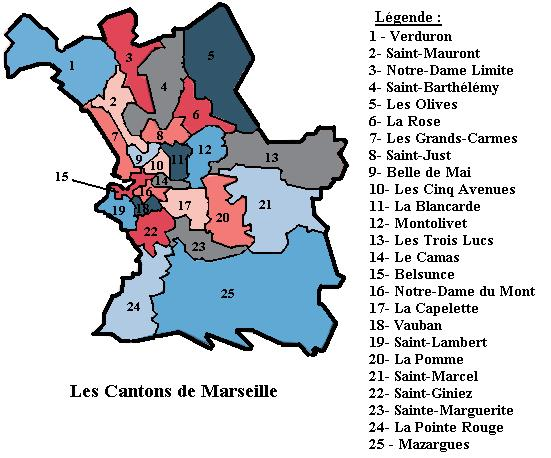
Kantone in Marseille bis zum Jahr 2015

- La Calade
- L’Estaque
- Saint-Antoine
- Saint-André
- Saint-Henri
- Saint-Louis
- Verduron
- La Viste